# Luis Talavera
Luis Guillermo Talavera Gutiérrez (ur. 13 grudnia 1980) – wenezuelski zapaśnik walczący w stylu klasycznym. Dwukrotny uczestnik mistrzostw świata, zajął trzynaste miejsce w 2005. Brązowy medal na igrzyskach panamerykańskich w 2003. Pięć medali mistrzostw panamerykańskich, srebro w 2005 i 2007. Złoty medal igrzysk Ameryki Południowej w 2006. Mistrz igrzysk Ameryki Środkowej i Karaibów w 2006 i igrzysk boliwaryjskich w 2001 i 2005 roku.